# هلنا بوچینسکا
هلنا بوچینسکا (لهستانی: Helena Buczyńska؛ ‏ ۲۵ فوریهٔ ۱۹۰۹ – ۹ مارس ۱۹۹۶) بازیگر اهل لهستان بود.
از فیلم‌ها یا مجموعه‌های تلویزیونی که وی در آن‌ها نقش داشته‌است، می‌توان به عالی‌جناب، شاگرد مغازه، سه قلب، پروفسور ویلچور، دختر ژنرال پانکراتوف و خانه‌به‌دوش اشاره نمود.